# Врис, Тьерк Хиддес де
Тьерк Хиддес де Врис (з.-фриз. Tsjerk Hiddes de Vries, нидерл. Tjerk Hiddes de Vries; Сексбирюм, 6 августа 1622 — Флиссинген, 6 августа 1666) — фризский адмирал и флотоводец-герой XVII века.

## Детство и юность
Тьерк родился в 1622 году в провинции Фрисландия, в деревне Сексбирюм, в семье бедного фермера по прозвищу Хидде Сиурдс и его жены Сваб Тьеиркдохтер. С двенадцати лет он начал работать на море. В 1648 году он женился на Наннетье Атсес; супруги поселились в Харлингене, главном порту Фрисландии. Он начал свою карьеру в торговом флоте и в 1654 году он получил чин шкипера.

## Карьера на флоте
Во время Северной войны Тьерк был назначен капитаном судна для транспортировки войск Юдит, которое в 1658 году входило в состав экспедиционного флота под командованием лейтенант-адмирала Якоба ван Вассенара Обдама для снятия шведской осады с Копенгагена. В сражении в Эресунне моряки Юдит взяли на абордаж и захватили три шведских судна. Тьерк был награждён за это повышением до заместителя капитана Адмиралтейства Фрисландии, одного из пяти автономных адмиралтейств Нидерландов. На практике, однако, он оставался купцом.
Во время Второй англо-голландской войны 27 марта 1665 года Тьерк был назначен уже капитаном. Он командовал д'Элф Стеден в Лоустофтском сражении, проявив большое личное мужество, чтобы освободить свой корабль от сцепки с другими голландскими кораблями, которые пылали, подожжённые английскими брандерами. Эта битва закончилась тяжёлым поражением для голландцев, в особенности для тех, кто своим мужеством выделялся на фоне тотальной некомпетентности, проявленной во время битвы. Такие герои заслужили всенародную славу. Тьерк в письменном отчёте подверг резкой критике своего погибшего верховного главнокомандующего ван Вассенара Обдама. В частности, он писал о причинах поражения: «В первую очередь Господь всемогущий лишил нашего главнокомандующего разума — или никогда не давал ему изначально». Совет Адмиралтейства Фрисландии, вследствие необходимости замещения также убитого лейтенант-адмирала флота Фрисландии, Ауке Стеллингверфа, а также учитывая настроения общественности, 29 июня 1665 года назначил Тьерка лейтенант-адмиралом Фрисландии. Таким образом, он был повышен сразу на два звания, что не было редкостью на флоте Нидерландов того столетия.
Обычно фризский флот был относительно небольшим, но ввиду чрезвычайной ситуации провинция сделала весомый вклад в военно-морской флот, построив 28 новых кораблей. Тьерк осуществлял надзор за формированием самых сильных военно-морских сил, когда-либо снаряжавшихся Фрисландией.
В Четырёхдневном сражении Тьерк, теперь называвший себя де Врис («фриз»), был вторым по старшинству в командовании эскадрой зеландского лейтенант-адмирала Корнелиса Эвертсена-старшего. После того, как Эвертсен был убит в первый день сражения, Тьерк стал командующим эскадрой, оставшись на своём флагмане Грот Фризия. Особенно хорошо он сражался в последний, четвёртый день сражения, внеся значительный вклад в победу Нидерландов. Шесть недель спустя в Сражении в день Святого Иакова он был убит, будучи вторым по старшинству в командовании эскадрой лейтенант-адмирала Йохана Эвертсена, когда эскадра не смогла перестроиться в правильную кильватерную линию во время штиля и была рассеяна эскадрой принца Руперта. Тьерку отстрелили руку и ногу, пока он безуспешно пытался сплотить свои силы. Его искалеченный корабль в дрейфе унесло прочь, и лишь на следующий день он был найден голландским арьергардом под командованием Корнелиса Тромпа. Раненый фризский адмирал был быстро доставлен яхтой на берег в Флиссинген, но умер от ран в свой день рождения 6 августа 1666 года.

## После смерти

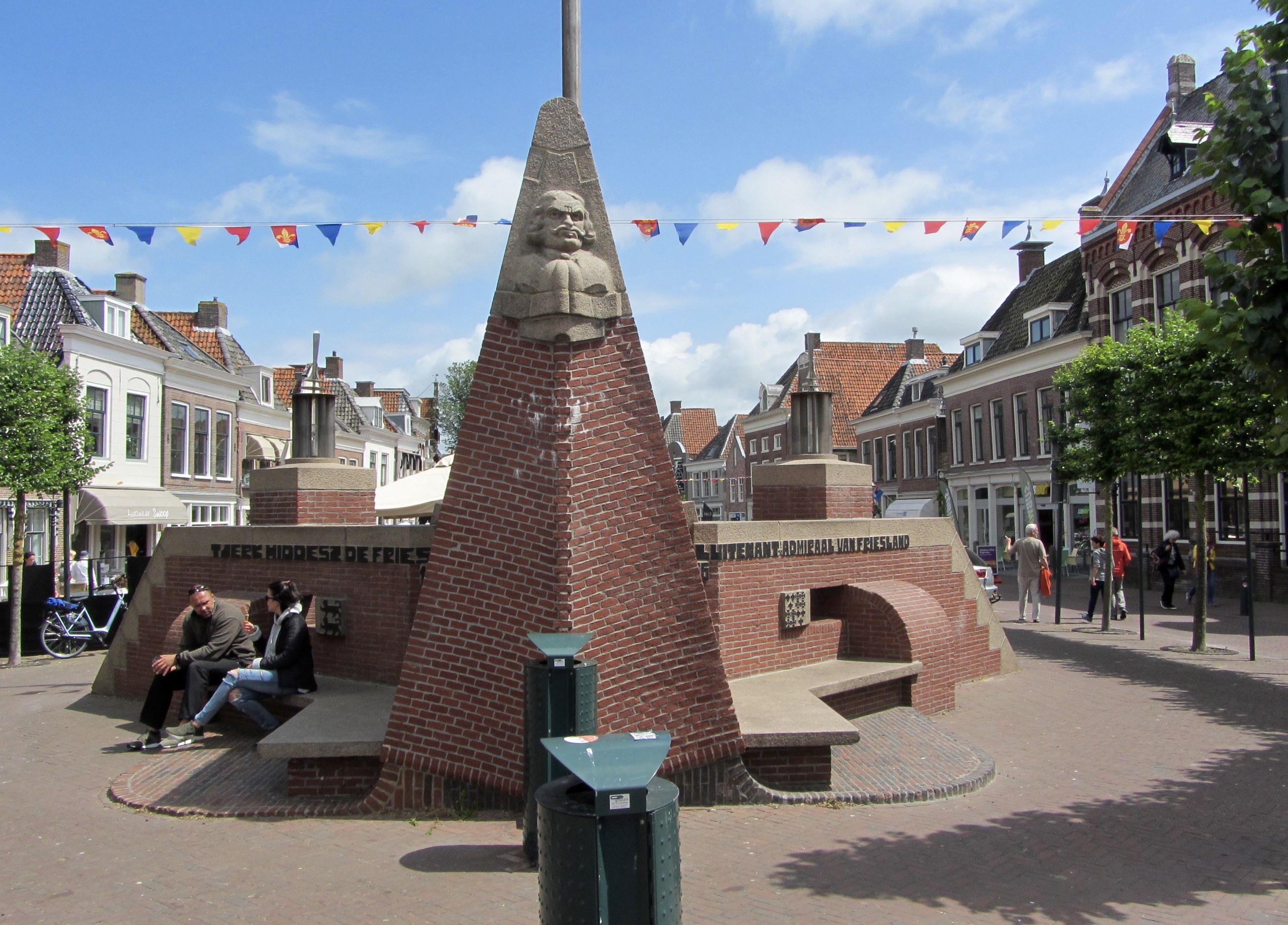
Памятник Тьерку Хиддесу в Харлингене

Тьерк Хиддес был похоронен в Гроте керк в Харлингене; его надгробный памятник был позднее разрушен. Через четыре дня после его смерти родился его сын, Тьерк Хиддес-младший, который вскоре был заранее записан в капитаны адмиралтейством в дань памяти его отца, и Тьерк-младший действительно стал капитаном. Де Вриса на посту лейтенант-адмирала Фрисландии 16 марта 1667 года сменил барон Ханс Виллем ван Айлва.
Тьерк в XVIII и XIX веках приобрёл славу фризского народного героя. В 1932 году голландский писатель написал книгу о нём: «Тьерк Хиддес, фризский флотоводец-герой».